# Sauzet (Gard)
Sauzet is een gemeente in het Franse departement Gard (regio Occitanie) en telt 551 inwoners (1999). De plaats maakt deel uit van het arrondissement Nîmes.

## Geografie
De oppervlakte van Sauzet bedraagt 6,7 km², de bevolkingsdichtheid is 82,2 inwoners per km².

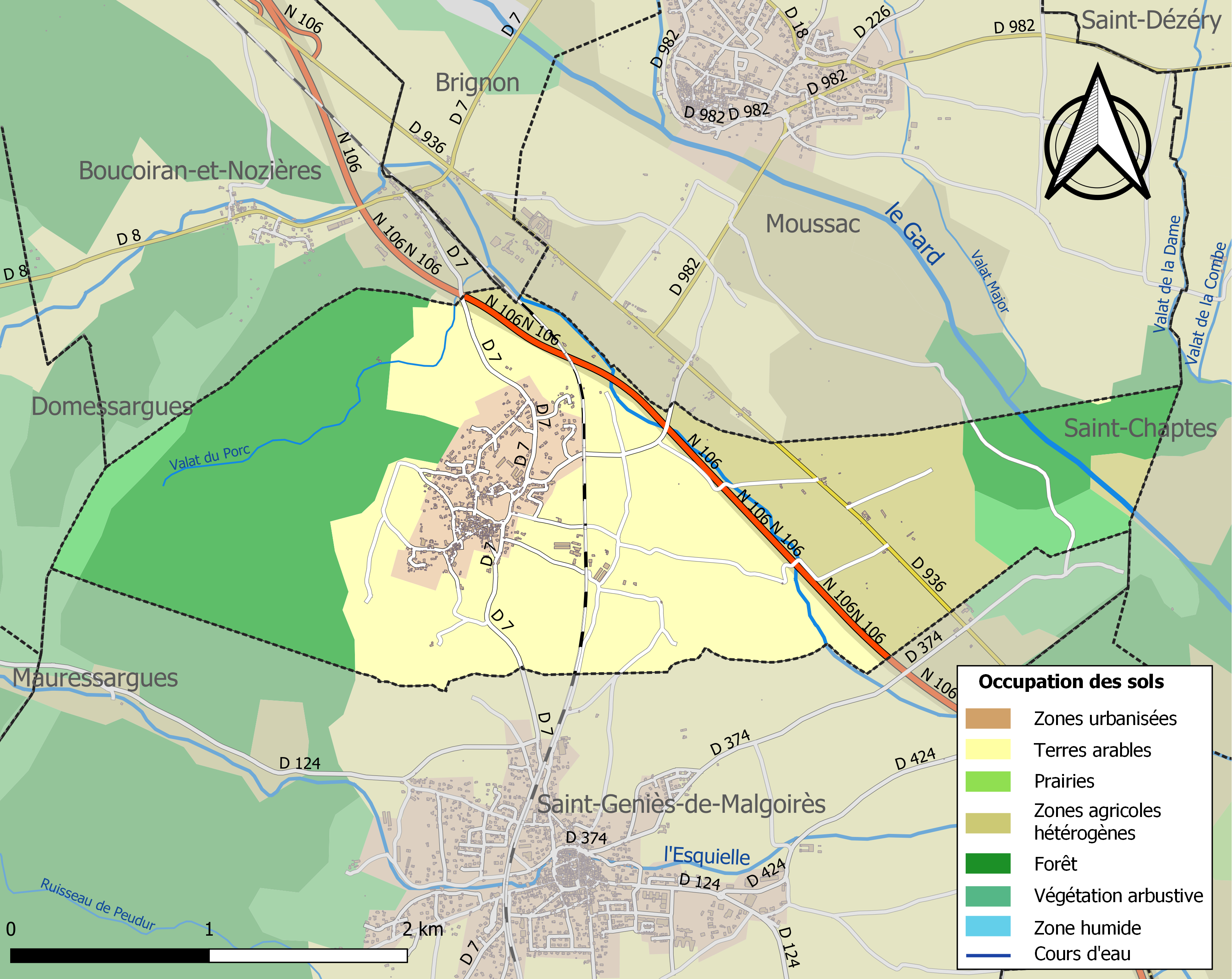
Kaart van de gemeente met de belangrijkste infrastructuur, bodemgebruik en omliggende gemeenten

## Demografie
Onderstaande figuur toont het verloop van het inwonertal (bron: INSEE-tellingen).